# Reynaldo dos Santos Silva
Reynaldo dos Santos Silva, meglio noto come Reynaldo (Arapiraca, 24 agosto 1989), è un ex calciatore brasiliano, di ruolo attaccante.

## Palmarès

### Club
- Campionato azero: 3

Qarabag: 2013-2014, 2014-2015, 2015-2016
- Coppa d'Azerbaigian: 3

Qarabag: 2008-2009, 2014-2015, 2015-2016
- Supercoppa d'Azerbaigian: 1

Qarabag: 2015
- Campionato belga: 1

Anderlecht: 2012-2013
- Supercoppa del Belgio: 1

Anderlecht: 2012

### Individuale
- Capocannoniere della Premyer Liqası: 1

2013-2014 (22 gol)